# なまこ壁

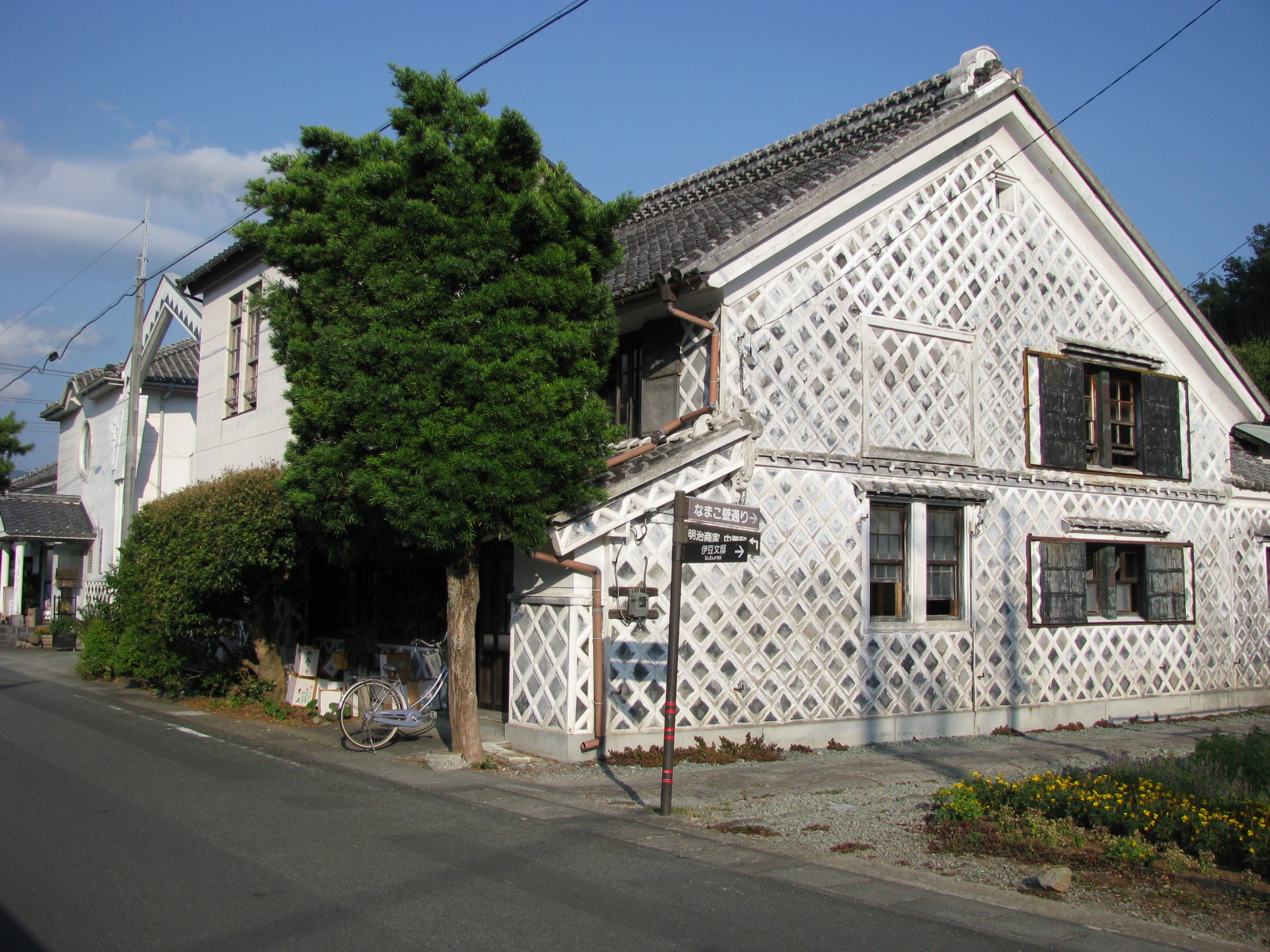
近藤平三郎生家／壁の全面が生子壁になっている。明治初期、設計・施工。静岡県松崎町所在。

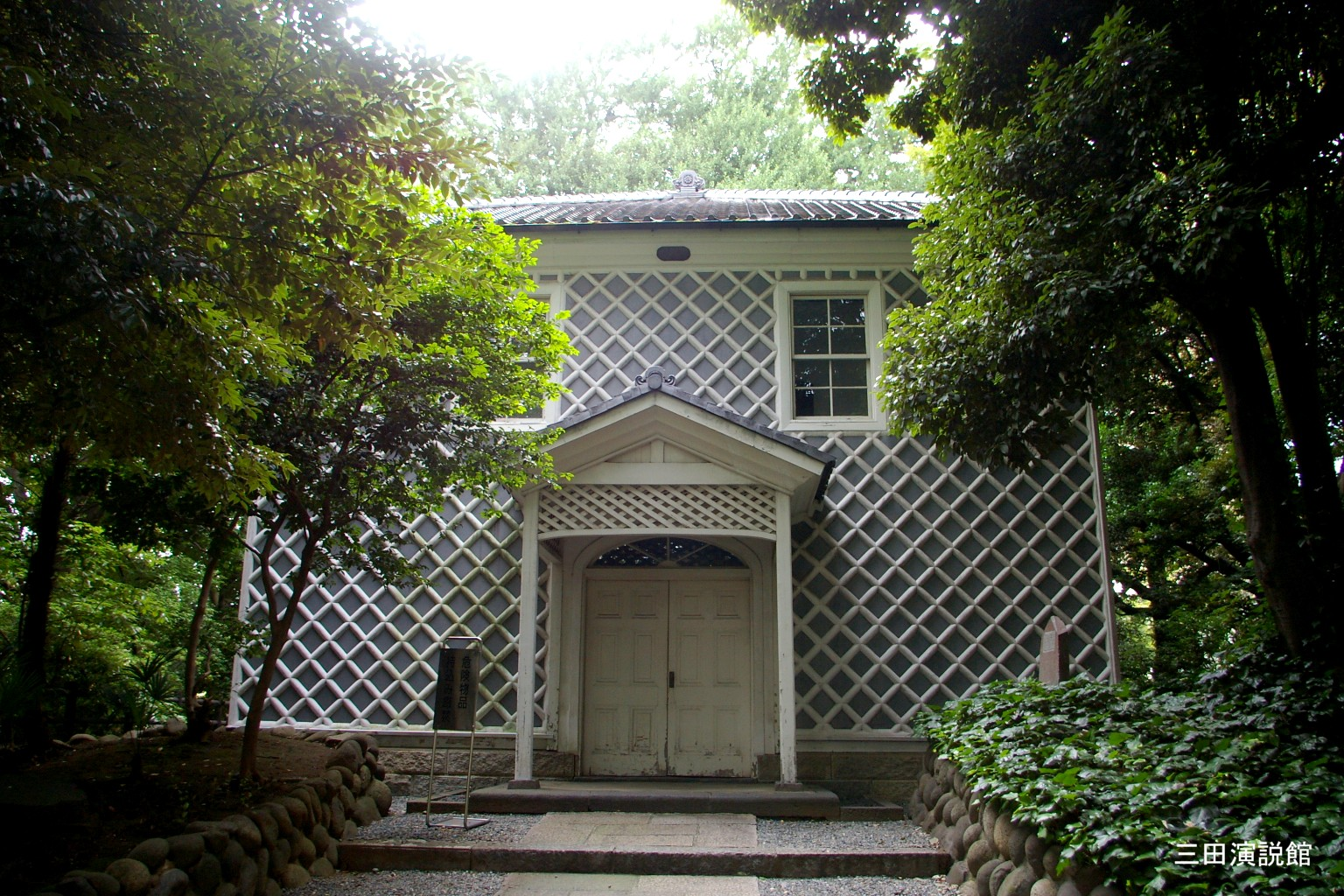
三田演説館／生子壁を使った和洋折衷の館。1875年（明治8年）5月1日竣工。慶應義塾大学三田キャンパス内にあり。

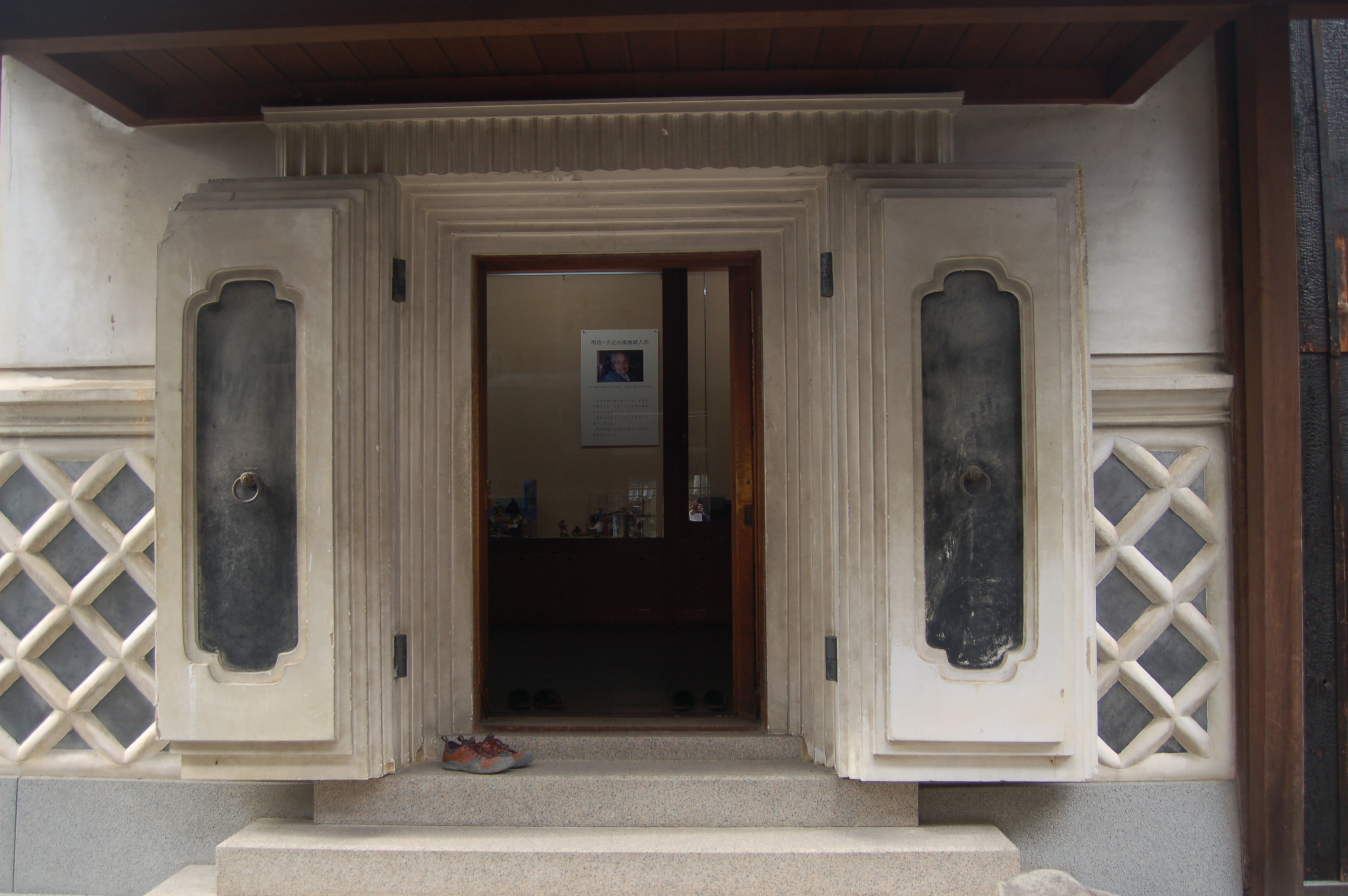
出雲街道上の津山にある蔵／壁面を構成する格子状になっている壁が生子壁。
なお、ここまでの3つの画像はたまたま格子状の生子壁ばかりであるが、他にも幾何学模様の様々なデザインがある。

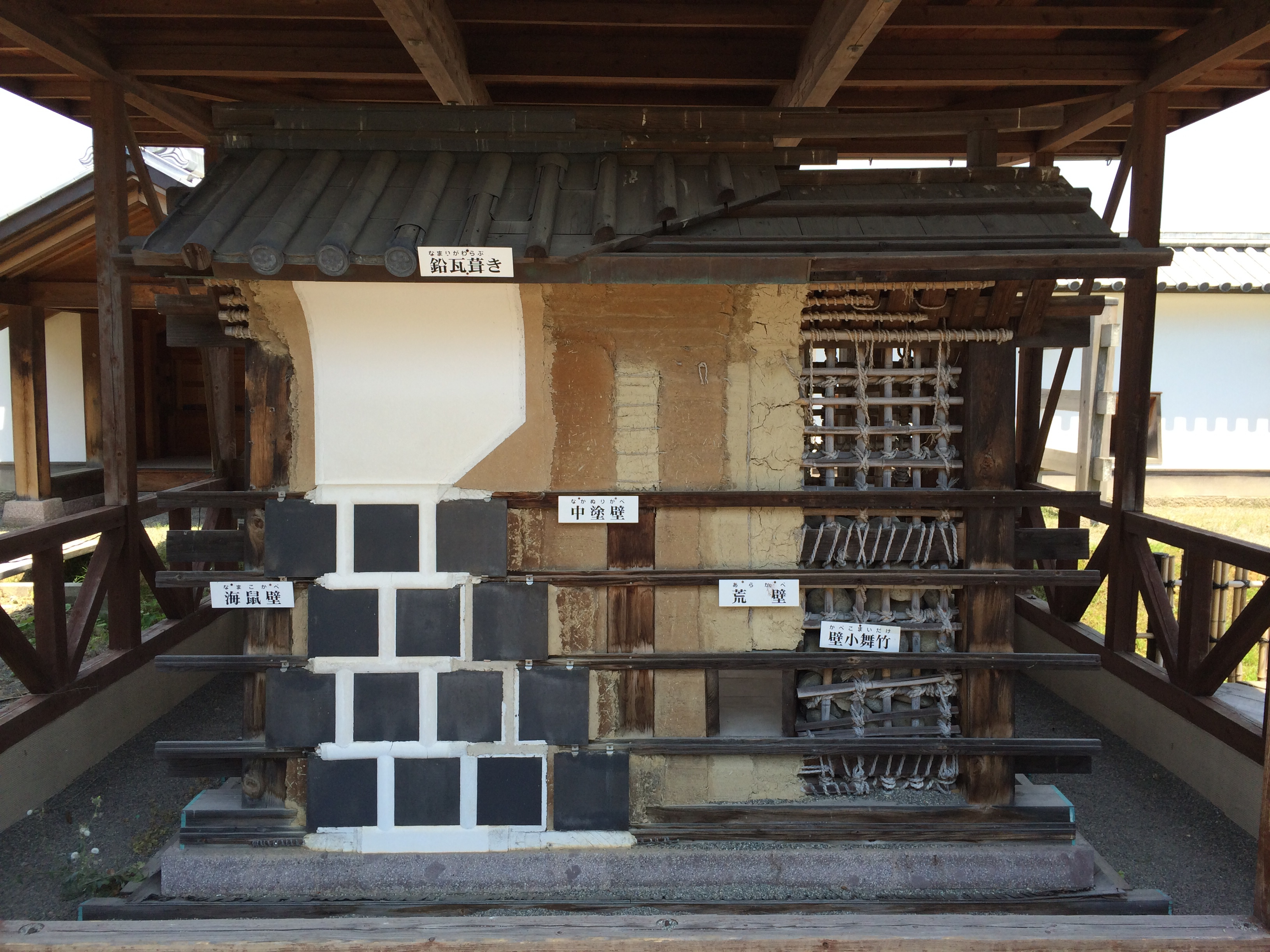
生子壁の結構／石川県金沢城内。

生子壁/海鼠壁/なまこ壁（なまこかべ）とは、土蔵などに用いられる、日本伝統の壁塗りの様式の一つで、その壁をも指す。生子/海鼠/なまこともいう。壁面に平瓦を並べて貼り、瓦の目地（継ぎ目）に漆喰を蒲鉾形に盛り付けて塗る工法によるもので、目地の盛り上がった形がナマコ（海鼠）に似ていることからその名がある。

## 名称
辞典・事典の類は、「生子壁」を見出し語、「海鼠壁」を別表記とするものがほとんどであるが、例外的に逆もある。しかし、「なまこ壁」という表記は見られない。また、建築用語集や建築業者の情報では、「生子壁」を見出し語、「海鼠壁」を別表記とし、「なまこ壁」に言及しないものや、「なまこ壁」を見出し語、「海鼠壁」を別表記とし、「生子壁」に触れないもの、「海鼠壁」を見出し語、「生子壁」を別表記とするもの等々、まちまちで、統一見解のある様子は全く見られない。他方、言語や建築を専門としない地方自治体や観光協会などといった分野で用いられる表記は「なまこ壁」が多い。また、辞典・事典の類では略称として「生子/海鼠/なまこ」を記載するものある。

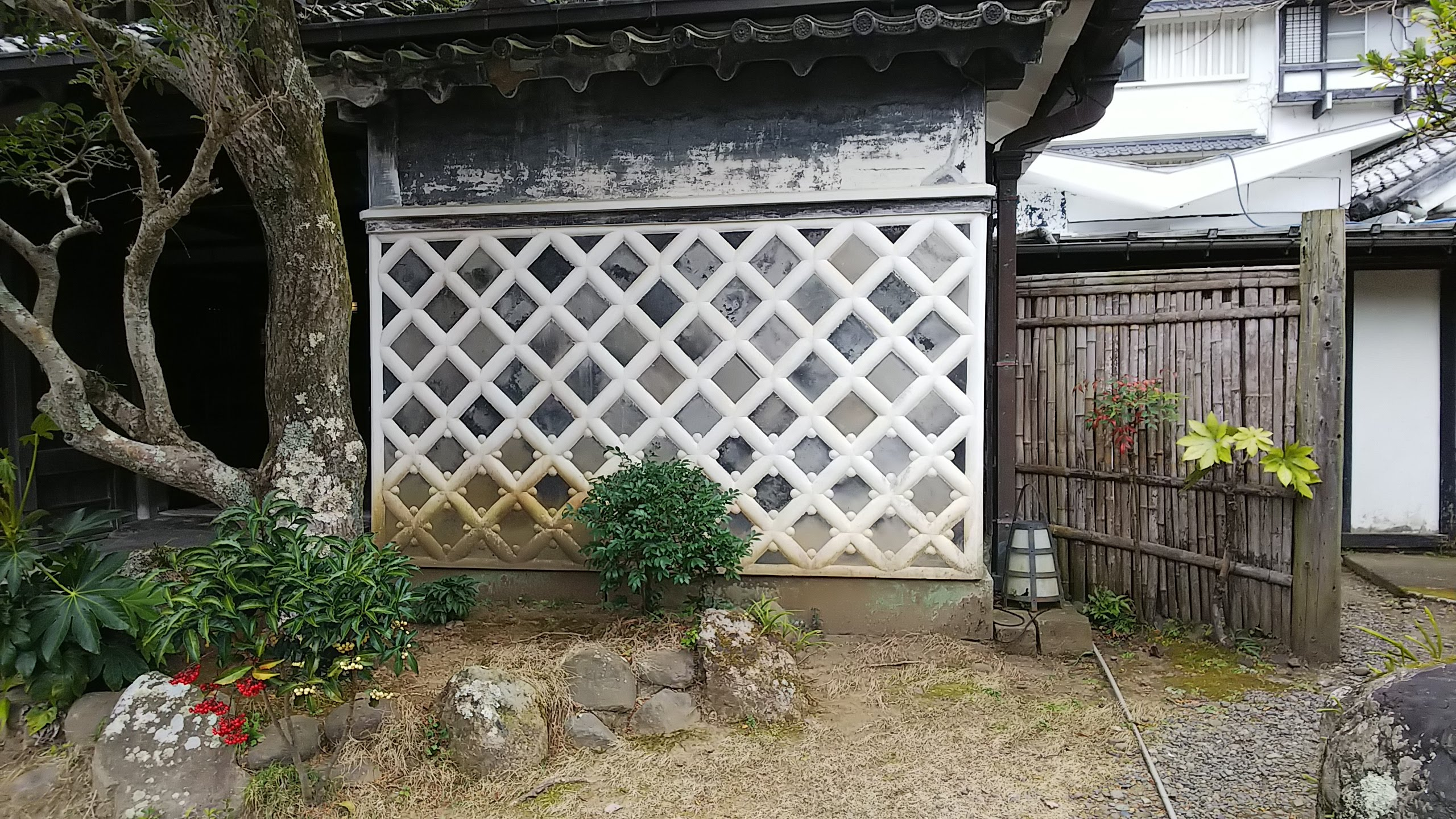
静岡県松崎町依田邸の海鼠壁　海鼠が模してある

## 機能・特徴
なまこ壁は江戸時代以降に、庶民の家の屋根葺きに瓦が利用されるようになるのと同時期に出現した。潮風や台風などの自然災害に強く、土壁や板壁よりも耐火性に優れることから全国的に普及した。工法としては、平瓦を水平に並べて張っていく「いも張り」が最も古いが、平瓦を斜めに張る「四半張り」が最も普及した工法となっている。他に、いも張りの端を重ねて張る「馬乗り張り」や「青海波型」「亀甲型」「七宝型」などの技巧を凝らした張り方もある。豪商の蔵では、なまこ壁とともに「ゑぶり」と呼ばれる漆喰細工が施される事が多く、施主の財力や漆喰職人の腕前を現すステータスシンボルとなっている。

## 生子壁のある街並み
- 静岡県下田市および賀茂郡松崎町
- 愛知県名古屋市緑区有松
- 岡山県倉敷市倉敷美観地区
- 広島県東広島市西条酒蔵通り
- 山口県萩市菊屋横丁
- 福岡県うきは市吉井町「蔵しっく通り」
- 長野県松本市「中町通り」
- 大分県大分市中戸次「本町通り」

## 生子壁を用いた日本の城
生子壁は、豪商の蔵以外にも門や長屋、櫓の建築様式として採用している城があり、金沢城や新発田城がその代表例である。金沢城においては石川門が、新発田城においては、表門と二ノ丸隅櫓が現存しており、それぞれ国重要文化財に指定されている。
- 金沢城
  - 石川門
  - 橋爪門
  - 鼠多門
  - 五十間長屋
  - 三十間長屋
  - 菱櫓
- 新発田城
  - 表門
  - 二ノ丸隅櫓